# Russula
Russula es un género de hongos formadores de micorrizas, perteneciente al orden Russulales y que incluye alrededor de 750 especies. Se caracterizan por presentar esporada amarillenta o blanca, láminas generalmente libres y de color claro o blanco, y ausencia de velo parcial o restos de la volva en el pie. Las especies del género Lactarius, perteneciente a la misma familia, tienen características similares, pero exudan látex al cortalos. El género Russula fue descrito por Christian Hendrik Persoon en 1796. En latín, russula significa ‘rojizo’.

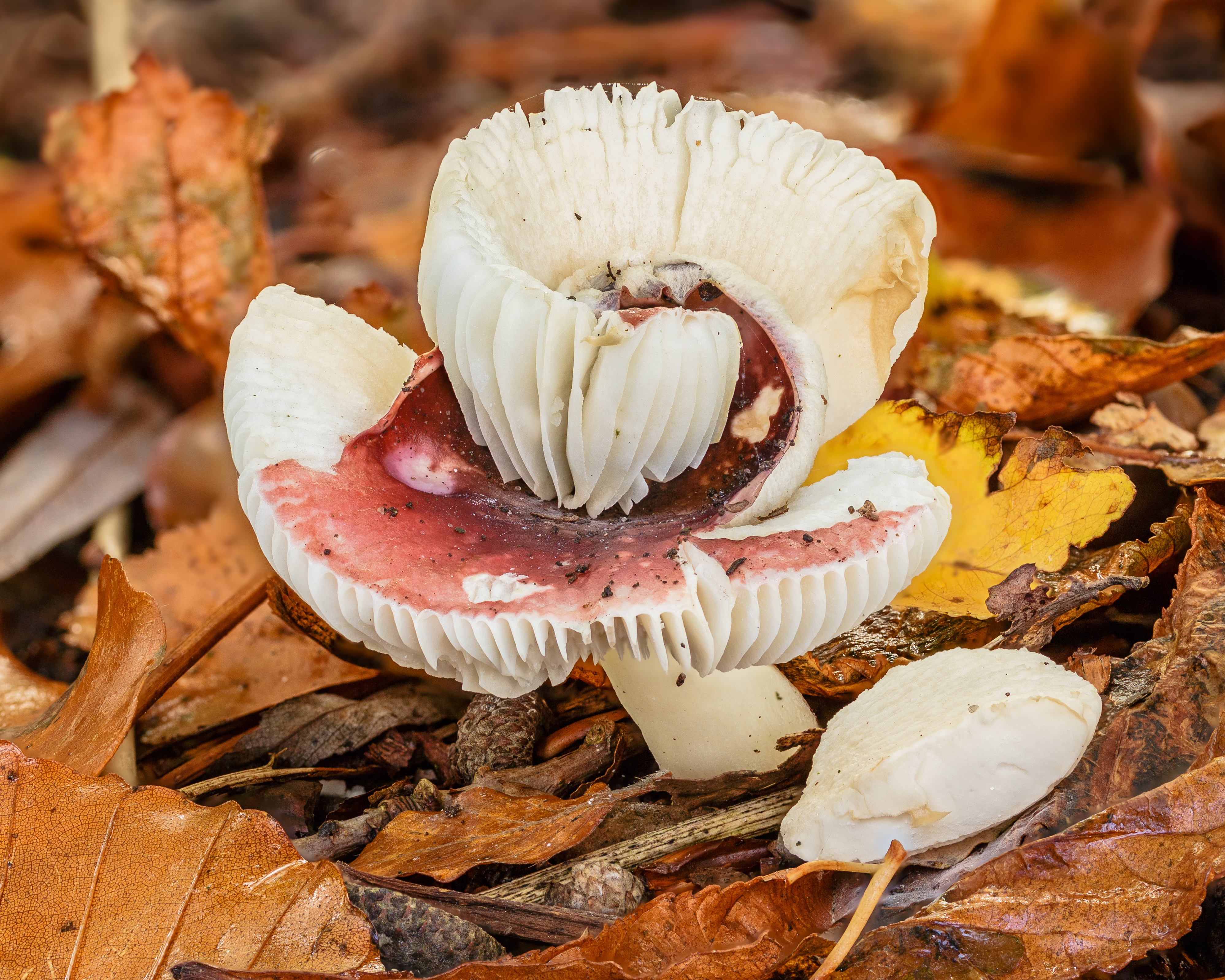
Rúsula de forma extraña en decadencia.

## Características e identificación
Al igual que en el género Lactarius, la carne de los cuerpos fructíferos de las especies de Russula presentan una consistencia característica que hace que se rompan de forma parecida a como lo haría la carne de una manzana. Este aspecto, unido a la apariencia de las láminas y el pie, ayuda a identificarlas fácilmente. No presentan resto alguno del velo (ni anillo, ni restos de velo adheridos al sombrerillo). Las láminas son frágiles y quebradizas, excepto en algunos casos, y no pueden doblarse hasta ponerse paralelas al sombrerillo sin romperse. La esporada varía desde el blanco hasta el naranja, pasando por los colores crema o amarillentos.
Aunque es relativamente fácil identificar el género al que pertenecen estos hongos, es complicado diferenciar las distintas especies del género Russula entre ellas. Este cometido requiere a menudo de la observación de las características microscópicas, y a veces obedece a distinciones que pueden ser muy subjetivas, como la diferencia entre sabores De hecho, la comunidad científica aún no ha resuelto completamente la relación filogenética exacta entre estos hongos, y en última instancia puede que sólo sea posible hacerlo recurriendo a los análisis de ADN.
Normalmente es importante tener en cuenta las siguientes características para identificar a qué especie pertenece un individuo:
- El color exacto de la esporada (blanco, crema, ocre, etc.),
- el sabor (suave, amargo, agrio, etc.),
- los cambios de color de la carne al cortarla,
- la distancia desde el centro del sombrerillo hasta donde la cutícula puede ser separada de este,
- el color del sombrerillo (aunque a menudo es muy variable dentro de una misma especie),
- la reacción de la carne con el sulfato ferroso, con el formaldehído, con los álcalis, y con otros compuestos químicos,
- la ornamentación de las esporas, y
- otras características microscópicas, como la apariencia de los cistidios.

A pesar de la dificultad de identificación de los especímenes de Russula, la posibilidad de determinar fácilmente muchas de las especies tóxicas por su sabor ácido hace que algunas especies comestibles de este género sean muy populares entre los recolectores de setas, como la carbonera (R. cyanoxantha) o la rúsula comestible (R. vesca). Por lo que se conoce, dentro del género Russula no hay especies que puedan considerarse mortales, y todas las especies de sabor suave o dulce son comestibles.

## Toxicidad
El principal cuadro de intoxicación producido por las setas de especies tóxicas de Russula se caracteriza por síntomas gastrointestinales, que son provocados por aquellas especies de sabor agrio o amargo, cuando son consumidas crudas o poco cocinadas. Muchas de estas especies tienen el sombrerillo de colores rojizos, como R. emetica, R. sardonia o R. nobilis. Sin embargo, se han documentado casos en Taiwán de rabdomiólisis provocados por el consumo de R. subnigricans. Se han determinado algunos agentes activos. Uno de ellos —denominado russuphelin A, en inglés— ha sido aislado por el equipo de investigadores de A. Takahashi, en Japón.

## Especies
- Russula cyanoxantha.
- Russula vesca.
- Russula aurea.
- Russula emetica.
- Russula subnigricans.
- Russula virescens.
- Russula xerampelina.